# Achille Longo (1832)
Achille Longo (Melicuccà, 20 febbraio 1832 – Napoli, 11 maggio 1919) è stato un pianista, compositore e direttore di banda italiano, padre di Alessandro Longo.

## Biografia
Figlio di Alessandro (Varapodio 1792 o 1796? – Melicuccà 7 marzo 1833), possidente, e dalla nobildonna Mariantonia Fantone (Melicuccà 1800 – Reggio Calabria 18 giugno 1844), dopo la morte del padre, ebbe come unico sostegno la madre che, dopo qualche tempo, si risposò con Cesare Di Aquino, ma rimase nuovamente vedova e, poco dopo venne arrestata, forse a causa di un antico odio tra famiglie e morì in carcere. Achille fu mandato a Oppido Mamertina presso dei signori del luogo che aiutavano «ragazzi di ingegno». Nel dicembre del 1844, dodicenne, fu accolto nell'Orfanotrofio Provinciale di Reggio dove ricevette la sua prima istruzione, dimostrando una non comune propensione per la musica: studiò pianoforte, violino e clarinetto e acquisì un’importante esperienza in campo bandistico, tanto che nel 1850 chiese che gli venisse corrisposta una remunerazione.
Uscito dall'Istituto nel 1853, l’anno seguente assunse la direzione della Banda di Nicotera (VV) e nel febbraio del 1857, in quella cittadina sposò Teresa Russo.
Nel 1860 Achille si stabilì ad Amantea come direttore della banda cittadina. Ad Amantea nacquero le due figlie e, nel 1864, l'unico maschio, il noto Alessandro Longo. Nel 1866, quando la banda di Amantea si sciolse per la mancanza di sovvenzioni, Achille tornò a Nicotera e fu chiamato a insegnare musica nel seminario di Oppido Mamertina, dove dal 1871 fino al 1882 o il 1884, diresse anche la banda municipale di Oppido. Nel 1879 era anche direttore della filarmonica a Terranova e, fino a maggio del 1884, della banda municipale di quella cittadina.
Nel 1886 si trasferì a Napoli con la famiglia per seguire gli studi del figlio Alessandro. Insegnò alla scuola Rendano (1888-1890) e poi al liceo musicale.
Nel 1900 copiò a mano, nella Biblioteca Nazionale Marciana a Venezia, 400 pezzi inediti di Domenico Scarlatti, pubblicati poi dal figlio.
La sua morte, nel 1919, provocò grande dolore nell'amico Francesco Cilea; il senatore Francesco D'Ovidio lo commemorò solennemente in una tornata della Regia Accademia di Antichità e Belle Arti.

## Opere significative
- 24 Piccoli pezzi per pianoforte in tutte le tonalità (ad uso di studio), Milano, Edizioni Curci.